# 内耳炎
内耳炎（ないじえん）とは、何らかの原因で内耳に発生した炎症のことである。内耳は、音を感知する部分であり、かつ、重力の向きと加速度を感知する部分であるために、内耳炎は、音の感知に影響を及ぼして難聴を生ずるだけではなく、平衡覚、回転覚にも影響を及ぼしてめまいなども生ずる。

## 概要
内耳炎は、内耳の周囲からの細菌感染やウイルス感染といったことが原因で発生する。他、中耳にできた真珠腫が原因になることもある。
内耳には、音を電気信号に変換する、つまり聴覚に関わっている蝸牛や、重力の向きを電気信号に変換する、つまり平衡覚に関わっている前庭や、加速度を電気信号に変換する、つまり回転覚に関わっている三半規管があるため、ここに炎症が起こると、これらの感覚の感度などに悪影響を受ける。

### 聴覚への影響
内耳の炎症が原因で起こる音に対する感度の低下に伴う難聴についてだが、これを換言すると、内耳が原因の感音難聴が起きた状態、すなわち、内耳性難聴が起こった状態だと言うことができる。内耳炎には、その原因による分類も存在し、ウイルス感染によって起こるウイルス性内耳炎、髄膜炎から炎症が広がって起こる髄膜炎性内耳炎、中耳炎から炎症が広がって起こる中耳炎性内耳炎といったものがある。これらは全て、内耳炎の結果によって感音難聴が起こるわけだが、中耳炎が起きている場合には基本的に伝音難聴も生じているので、中耳炎性内耳炎については、感音難聴と伝音難聴とを併発した混合難聴となっている。

### 平衡感覚への影響
ヒトの場合、平衡感覚に関係しているのは、内耳だけではないが、それでも内耳は、平衡覚と回転覚を感知する感覚器として重要な地位にある。一般的なヒトの平衡感覚は、内耳が正常に機能していることを前提として成り立っているわけだが、内耳炎が起こると、当然のように内耳の機能は正常ではなくなり、結果として平衡感覚に異常が発生する。しかしながら、ヒトにとって音を音として感知したことを脳へと伝えることができる感覚器、つまり、音による振動を直接電気信号に変換できる場所として、内耳は唯一無二の器官であるのに対して、ヒトの平衡感覚は、内耳以外にも視覚、皮膚感覚、筋肉や関節などの動きの状態などなど、様々な場所からの情報を脳で統合することによって成り立っている。このために、内耳が完全にその機能を失った場合、聴力は完全に失われて失聴となるが、平衡感覚は内耳からの情報が得られないことを前提に再構成され得るため、平衡感覚が失われることはない。無論、この再構成には時間がかかるので、その間、平衡感覚に混乱が起こってめまいなどが発生するのである。

## 色々な内耳炎
以下、タイプ別の解説をする。

### ウイルス性内耳炎
何らかのウイルスが感染したことによって発生した内耳炎を、ウイルス性内耳炎と呼ぶ。内耳炎は、麻疹や風疹や流行性耳下腺炎によって引き起こされることもあるが、これらもウイルス性内耳炎に分類される。ウイルス性内耳炎は、不可逆的な（二度と回復しない）感音難聴を生ずる。
また、平衡感覚にも影響を受けて、めまいなども生じるが、こちらは内耳以外が正常であれば回復し得る。

### 髄膜炎性内耳炎
髄膜炎から炎症が広がったことによって発生した内耳炎を、髄膜炎性内耳炎と呼ぶ。髄膜炎性内耳炎で起こった感音難聴の回復は難しく、これが原因で中途失聴者となることも多い。

### 中耳炎性内耳炎
各種の中耳炎から炎症が広がったことによって発生した内耳炎を、中耳炎性内耳炎と呼ぶ。急性中耳炎が原因で起こった中耳炎性内耳炎は、感音難聴やめまいを引き起こすものの、これらの症状は完全に回復することが多い。
また、急性中耳炎によって発生した伝音難聴についても、ほとんどの場合、中耳炎の治癒と共に回復する。したがって、急性中耳炎が原因で起こった中耳炎性内耳炎では、炎症が慢性化しなければ、一時的な聴力低下で済むことが多いと言える。慢性中耳炎が原因で起こった中耳炎性内耳炎も、やはり感音難聴やめまいを引き起こす。ただし、慢性的な炎症のため、最初は高音障害型の感音難聴（可聴域の内、高音域を感知しにくくなったことが原因の難聴）だったものが、次第に全音域で感音難聴となり、そのまま二度と聴力が回復しなくなる場合がある。
また、慢性中耳炎によって発生した伝音難聴についても、炎症が続くことで二度と回復しなくなる場合があるので、慢性中耳炎が原因で起こった中耳炎性内耳炎では、永続的な混合難聴となる場合がある。なお、これらの中耳炎性内耳炎で発生しためまいについては、仮に内耳の機能が完全に失われたとしても、内耳以外が正常であれば回復し得る。